# شيخ تبة (آق التين)
شیخ تبة (بالفارسية: شیخ‌تپه) هي قرية تقع في إيران في غلستان. يقدر عدد سكانها بـ 458 نسمة بحسب إحصاء 2016.